# Màiri McAllan
Màiri McAllan   (Glasgow, 14 de febrer de 1993), de nom complet Màiri Louise McAllan, és una política escocesa, ministra de Medi Ambient, Biodiversitat i Reforma Territorial des del maig del 2021. A més, forma part del Partit Nacional Escocès i del 2021 ençà és membre del Parlament Escocès de Clydesdale. Està capacitada com a advocada i anteriorment va exercir com a assessora especial de l'aleshores primera ministra Nicola Sturgeon.

## Vida primerenca
Va créixer i es va formar al municipi de Biggar de South Lanarkshire, però després va estudiar dret escocès a la Universitat de Glasgow i va passar un temps a la Universitat de Gant, a Bèlgica.
El seu pare Ian és també polític i fa de conseller local al barri de Clydesdale East de South Lanarkshire (que cobreix Biggar) des del 2017.

## Carrera
Es va presentar a la circumscripció de Dumfriesshire, Clydesdale i Tweeddale en les eleccions generals del Regne Unit del 2017, però no hi va obtenir un bon resultat.
Amb tot, el 6 de maig del 2021, va ser elegida membre del Parlament Escocès a Clydesdale.
Més endavant, el 19 de maig del 2021, va ser nomenada membre del nou govern com a ministra de Medi Ambient, Biodiversitat i Reforma Territorial.
El 15 de febrer del 2023, atesa la dimissió de Nicola Sturgeon com a primera ministra d'Escòcia, va passar a ser considerada una possible succeïdora del càrrec, juntament amb John Swinney, Angus Robertson, Kate Forbes, Humza Yousaf, Neil Gray i Keith Brown.